# Чернильно-чёрное сердце
«Чернильно-чёрное сердце» (англ. The Ink Black Heart) — детективный роман британской писательницы Джоан Роулинг, опубликованный ею в 2022 году под псевдонимом Роберт Гэлбрейт. Шестой роман в серии книг о сыщике Корморане Страйке.

## Сюжет
В качестве жертвы преступления в романе изображена художница-мультипликатор, обвинённая в трансфобии и расизме. СМИ соотносят эту историю с событиями в жизни самой Джоан Роулинг.
После того, как Страйк и Робин посещают отель Ritz на 30-летие Робин, Страйк пытается поцеловать Робин, но та уклоняется от поцелуя. Почувствовав себя отвергнутым, Страйк заводит отношения с Мэдлин, знакомой его бывшей невесты Шарлотты, причём держит это в секрете от Робин.
Агентство посещает мультипликатор Эди Ледвелл, создавшая успешный мультфильм «Чернильно-чёрное сердце» на YouTube и теперь адаптирующая его для Netflix. Она просит Робин выяснить личность Аномии, онлайн-персонажа, который стал соавтором онлайн-игры Drek’s Game, основанной на мультфильме, и начал преследовать Эди в ответ на критику. Робин направляет Эди в другое агентство с большим опытом в сфере киберпреступлений. В игре у двух модераторов есть досье, подтверждающее, что Аномия и Эди — одно и то же лицо. Они делятся этим с Джошем Блэем, другим соавтором «Чернильно-чёрного сердца» и бывшим парнем Эди. Вскоре после этого на Эди и Джоша нападают во время встречи на Хайгейтском кладбище, где происходит действие мультфильма. Эди умирает, Джош парализован.
Продюсер мультфильма обращается в агентство, чтобы установить личность Аномии. Детективы расследуют жестокое обращение с Аномией, обращают внимание на персонажа Перо Справедливости, раскритиковавшего мультфильм как расистский, эйблистский и трансфобный, и на «Игру Дрека», созданную по мотивам мультфильма, в которой Аномия открыто признается в убийстве. Два модератора игры, судя по всему, связаны с Халвенингом, крайне правой группой. Робин получает доступ к игре и становится активной участницей, наблюдая при этом за другими игроками. Детективам звонят по телефону и просят эксгумировать могилу Эди, чтобы открыть письма, похороненные вместе с ней. В игре модераторы Белизна и Морхаус, похоже, состоят в отношениях.
Покинув Комик-Кон, где Робин задала вопросы Ясмин (бывшей сотруднице Эди и Джоша), детективы следуют за подозрительным человеком, но его толкают его на рельсы перед приближающимся поездом. Выясняется, что это был Оливер Пич, модератор Вилли Печора в игре Дрека и член Халвинга. В игре Аномия признается в этом преступлении брату Оливера — Лорду Дреку, прежде чем запретить ему участвовать в игре. Вскоре после этого в офисе детективного агентства взрывается бомба. Огласка заставляет Морхауса обсудить посещение агентства с Белизной. Робин удаётся поговорить с модератором Дьявол1 и узнать, что это двоюродная сестра Эди. Она может раскрыть личность Морхауса, и Страйк и Робин решают расспросить его, но Морхауса убивают.
Страйк допрашивает Ясмин и узнаёт, что Аномия несколько раз шантажировал её, заставляя войти в систему от своего имени, что делает большую часть их расследовательской работы бессмысленной. Робин получает фотографию, предположительно отправленную Белизной Аномии, и прослеживает девушку до студента-художника из Глазго. Выясняется, что Белизна — марионеточный аккаунт, контролируемый Аномией, чтобы следить за Морхаусом и другими модераторами. Страйк понимает, что дядя Эди не положил в гроб письмо Джоша к ней. Прочитав в письме женоненавистнические оскорбления, они делают вывод, что кто-то, имеющий доступ к Кате Апкотт (агенту Джоша), заменил исходное письмо, т.к. почерк на конверте (принадлежавший Кате, которая писала письма Джоша под его диктовку) не соответствует почерку в самом письме. Все в ужасе понимают, что автор письма — Аномия.
Вскоре детективам звонит дочь Кати, взывая о помощи. Когда они подъезжают к дому, сын Кати Гас Апкотт, который всё это время и был Аномией, нападает на них с электрошокером. Робин включает на тревожном брелке сигнализацию об изнасиловании и бежит наверх, где видит труп отца Гаса. Убийцу она обезвреживает ударом по затылку, вскоре после чего злодея арестовывают.
В больнице Робин и раненый Страйк обсуждают всю эту историю и приходят к выводу, что Гас страдал своеобразным психосексуальным расстройством, из-за которого воспринимал вежливость всех девушек к своей персоне как намёк на влечение. Он только один раз встречал Эди Ледвелл, и тогда она выразила симпатию его рисункам, что он традиционно для себя воспринял как зародившуюся влюблённость. Когда же она раскритиковала его Игру Дрэка, он смертельно на неё разозлился, почувствовав себя отвергнутым (вероятно, решив, что она разгадала его личность). Также он ненавидел своих родителей, которые заставляли его заниматься музыкой в колледже, хотя он планировал полностью отдать свою жизнь игре. Корморан отмечает, что всё это можно было бы раскрыть раньше, если бы родные Эди не считали Джоша Блэя охотником за деньгами и заметили разницу почерков на конверте и в письме.
Корморан рассказывает Робин, что расстался с Мэдлин. Та, хотя и приятно удивлена, говорит ему, что уже встречается с офицером Райаном Мерфи, расследовавшим это дело. Страйк с грустью осознаёт, что упустил свой шанс сойтись с Робин.

## Восприятие
Книга имела большой успех у читателей. В Великобритании за первую неделю было продано 50 тысяч экземпляров, благодаря чему «Чернильно-чёрное сердце» заняло первое место в рейтинге. При этом многие рецензенты отозвались о романе критически. Так, Джейк Керридж из Daily Telegraph оценил его на три звезды из пяти, отметив затянутость и недостаточную глубину. Марк Сандерсон из The Times раскритиковал книгу за излишний объём.
Дарра Макманус из Irish Independent дала книге высокую оценку, похвалив её за «десятки персонажей, множество сюжетных линий и, что самое важное, за множество происходящих событий».